# Morgan's Point (Texas)
Morgan's Point est une ville située au sud-est du comté de Harris  au Texas, aux États-Unis,. La ville est fondée en 1822 puis incorporée en 1949. Elle fait partie de la région métropolitaine du Greater Houston.

## Démographie
Lors du recensement de 2010, la ville comptait une population de 339 habitants. Elle est estimée, en 2016, à 351 habitants.

### Source de la traduction
- (en) Cet article est partiellement ou en totalité issu de l’article de Wikipédia en anglais intitulé « Morgan's Point, Texas » (voir la liste des auteurs).